# Myxobolus cephalus
Myxobolus cephalus is een microscopische parasiet uit de familie Myxobolidae. Myxobolus cephalus werd in 1971 beschreven door Iverson, Chitty & Van Meter. 